# Wahlkreis Rochlitz
Der Wahlkreis Rochlitz war ein Landtagswahlkreis zur Landtagswahl in Sachsen 1990, der ersten Landtagswahl nach der Wiedergründung des Landes Sachsen. Er hatte die Wahlkreisnummer 57. Für die Landtagswahlen 1994 wurde auch infolge der Kreisreform die Wahlkreisstruktur verändert, zudem wurde die Zahl der Wahlkreise von 80 auf 60 verringert. Das Gebiet des Wahlkreises Rochlitz wurde bis auf drei Gemeinden Teil des Wahlkreises Mittweida 2. Die 1990 noch eigenständige Gemeinde Langenau gehörte 1994 durch Eingemeindung zum Wahlkreis Döbeln, die Gemeinden Erlbach und Hausdorf wechselten zum Wahlkreis Muldental 2
Der Wahlkreis umfasste folgende Gemeinden des Landkreises Rochlitz: Aitzendorf, Altgeringswalde, Arnsdorf b. Penig, Arras, Berthelsdorf, Chursdorf, Cossen, Crossen, Elsdorf, Erlau, Erlbach, Frankenau,
Geringswalde, Göritzhain, Hausdorf, Himmelhartha, Holzhausen, Kolkau, Königsfeld, Königshain, Köttwitzsch, Langenau, Lastau, Leutenhain, Lunzenau, Milkau, Mutzscheroda, Nöbeln, Noßwitz, Penig, Penna, Rochlitz, Rochsburg, 	
Sachsendorf, Schwarzbach, Schweikershain, Seelitz, Spernsdorf
Stein i. Chemnitztal, Steudten, Tauscha, Thierbach, Topfseifersdorf, Wechselburg, Wiederau, Zetteritz, Zettlitz
Zschoppelshain

## Ergebnisse
Die Landtagswahl 1990 fand am 14. Oktober 1990 statt und hatte folgendes Ergebnis für den Wahlkreis Rochlitz:
| Direktkandidat  | Partei (Kürzel) | Erststimmen (%) | Zweitstimmen (%) |
| --------------- | --------------- | --------------- | ---------------- |
|                 | DA              | -               | 00,5             |
| Andreas Schramm | CDU             | 51,8            | 55,8             |
|                 | Chr. L          | -               | 00,7             |
|                 | DBU             | -               | 00,4             |
|                 | DSU             | 04,0            | 02,5             |
|                 | F.D.P.          | 07,5            | 05,7             |
|                 | LL-PDS          | 08,4            | 07,6             |
|                 | NPD             | -               | 00,6             |
|                 | FORUM           | 11,3            | 04,6             |
|                 | RAP             | -               | 00,1             |
|                 | SHB             | -               | 00,1             |
|                 | SPD             | 17,0            | 21,3             |

Es waren 37.906 Personen wahlberechtigt. Die Wahlbeteiligung lag bei 78,1 %. Von den abgegebenen Stimmen waren 2,4 % ungültig. Als Direktkandidat gewählt wurde Andreas Schramm (CDU). Er erreichte 51,8 % aller gültigen Stimmen.